# Râul Cuciulata
Râul Cuciulata este un curs de apă, afluent de stânga al râului Sebeș (din județul Brașov), care la rândul său este un afluent de stânga al râului Olt.

## Afluenți
Râul Cuciulata nu are afluenți semnificativi pentru a fi notabili.